# Józef Ćwiąkalski
Józef Ćwiąkalski (ur. 17 marca 1900 w Borkach Małych, zm. 1 lipca 1983 w Oksfordzie) – podpułkownik Wojska Polskiego.

## Życiorys
Józef Ćwiąkalski urodził się 17 marca 1900 w Borkach Małych k. Tarnopola. U kresu I wojny światowej w listopadzie 1918 brał udział w obronie Lwowa, a następnie szerzej podczas wojny polsko-ukraińskiej. Później uczestniczył w wojnie polsko-bolszewickiej 1920. Został absolwentem Szkoły Podchorążych Piechoty w Ostrowi Mazowieckiej z lokatą 2, po czym został mianowany przez prezydenta RP podporucznikiem piechoty ze starszeństwem z dniem 1 lipca 1923. Decyzją ministra spraw wojskowych został wcielony do właściwego pułku piechoty. W 1923, 1924 był oficerem 3 pułku strzelców podhalańskich w Bielsku. Został awansowany na stopień porucznika piechoty ze starszeństwem z dniem 1 lipca 1925. W 1928 był przydzielony do macierzystej Szkoły Podchorążych Piechoty w Komorowie (Ostrowi). Tam pełnił funkcje instruktora i adiutanta. W 1932 był oficerem Szkoły Podchorążych Rezerwy Piechoty w Zambrowie. W połowie lat 30. był w stopniu kapitana. Był autorem artykułu pt. Szkolenie w dowodzeniu plutonem rzeczywistym, opublikowanym w zeszycie 6 „Przeglądu Piechoty” z 1935. W tym czasie kierował kursem podchorążych rezerwy przy 4 pułku strzelców podhalańskich w Cieszynie. W 1939 był dowódcą batalionu KOP.
Po wybuchu II wojny światowej brał udział w kampanii wrześniowej. W stopniu majora był dowódcą 6 kompanii specjalnej (fortecznej) ckm z 11 pułku piechoty (w ramach Zgrupowania „Tarnowskie Góry” i Grupy Operacyjnej „Śląsk”) w sile de facto czterokompanijnego batalionu (po przeformowaniu w Krakowie jako III batalion), dowodząc którym 8 września 1939 walczył w bitwie pod Ksanami, odnosząc ciężkie rany. Został wzięty przez Niemców do niewoli. Po uwolnieniu wstąpił do Polskich Sił Zbrojnych i w stopniu majora od 16 kwietnia 1946 do 1947 dowodził 13 Wileńskim batalionem strzelców, będąc ostatnim dowódcą tej jednostki.
Po wojnie pozostał na emigracji i osiadł w Oksfordzie. Był tam wyróżniającym się działaczem społecznym. Współtworzył Koło Szkół Podchorążych Piechoty w Londynie, którego był wieloletnim prezesem. Do końca życia był w stopniu podpułkownika. Zmarł 1 lipca 1983 w Oksfordzie. Został pochowany na tamtejszym cmentarzu Wolvercote.
Był żonaty z Zofią (1906–1982), która podczas wojny zesłana przez sowietów do łagrów, po uwolnieniu służyła w Pomocniczej Wojskowej Służby Kobiet (PWSK), a po wojnie na emigracji działała społecznie oraz w organizacjach religijnych i niepodległościowych.

## Ordery i odznaczenia
- Krzyż Srebrny Orderu Virtuti Militari[1] nr 11819
- Krzyż Oficerski Orderu Odrodzenia Polski (5 listopada 1977)[23][1]
- Krzyż Kawalerski Orderu Odrodzenia Polski (11 listopada 1974)[24]
- Krzyż Walecznych (dwukrotnie)[1]
- Złoty Krzyż Zasługi[1]
- Medal Niepodległości (16 marca 1937)[12][1]
- Srebrny Krzyż Zasługi (10 listopada 1928)[25][26]
- Krzyż Obrony Lwowa[1]
- Złota Odznaka Honorowa Koła Lwowian[1]
- Medal Wojny 1939–1945 (Wielka Brytania)[21]